# Primer gobierno de Tomás Cipriano de Mosquera
El primer gobierno de Tomás Cipriano de Mosquera se desarrolló en la República de la Nueva Granada entre abril de 1845 y abril de 1849. En las elecciones presidenciales de 1845, Tomás Cipriano de Mosquera (Partido Conservador) triunfó sobre los candidatos Eusebio Borrero (Partido Liberal), siendo el sucesor al mando del país al terminar la presidencia de Pedro Alcántara Herrán.
Junto a su secretario de Hacienda Florentino González logró desmontar muchos de los impuestos coloniales supervivientes, así como revitalizar la industria del tabaco. También promovió la navegación a vapor por el río Magdalena, al autorizar en 1849 la exportación por el puerto de Barranquilla, ubicado en la bahía de Sabanilla, con previa instalación de una aduana allí.
En la economía Mosquera miró hacia una apertura del comercio exterior, y en 1846 se firmó el Tratado de Paz, Amistad, Navegación y Comercio, o tratado Mallarino-Bidlack con el gobierno de los Estados Unidos. El tratado fue firmado por los cancilleres Manuel María Mallarino, y el emisario estadounidense Benjamin Bidlack, enviado por James K. Polk.
Su gobierno implemento la separación Iglesia-Estado e instauró el sistema métrico decimal en el país. También ordenó la realización del primer censo nacional en la historia de Colombia. También contrató al arquitecto danés Thomas Reed para dirigir las obras de construcción del Capitolio Nacional de Colombia, sede del Congreso colombiano.
El conjunto de sus políticas fue visto con malos ojos por los sectores que lo habían llevado a la presidencia, puesto que se estaba desligando del programa que luego daría nacimiento al Partido Conservador, y ahora se sentía mucho más cercano a los liberales, partido que se fundó a finales de su gobierno. 
Mosquera entregó el poder a su excompañero de armas y ahora adversario ideológico José Hilario López, el 1 de abril de 1849. López había ganado las elecciones gracias a las presiones a los parlamentarios para su elección, entre ellos las Sociedades Democráticas del sastre Ambrosio López, y por la división entre los ministeriales que causó Mosquera durante su gobierno.

## Antecedentes
Durante la presidencia del general Pedro Alcántara Herrán se fortaleció el poder del presidente con el fin de poder mantener el orden en todo el territorio nacional, que en ese entonces se encontraba en guerra civil (Guerra de los Supremos); se hizo una intensa reforma educativa y se impuso el autoritarismo y centralismo en todo el territorio nacional que el conservatismo utilizó para su ventaja. 
Al finalizar la Guerra de los Supremos, el presidente colombiano José Ignacio de Márquez consideró que las ideas liberales y federalistas eran parte de las causas de la inestabilidad política del país. Para remediar este problema, el 20 de abril de 1843 el Congreso redactó una nueva Constitución.

## Elecciones presidenciales de 1845
Elecciones llevadas a cabo en 1845 para elegir al presidente de la República de la Nueva Granada. El sector ministerial (los futuros conservadores) le ofreció su respaldo electoral a Tomás Cipriano de Mosquera, quien resultó elegido, venciendo al liberal Eusebio Borrero, y al disidente ministerial, el poeta Rufino Cuervo. En parte la victoria de Mosquera se vio venir gracias a que su yerno era, precisamente, el presidente saliente, Pedro Alcántara Herrán, quien se había casado con su hija Amalia en 1842. 

## Economía
En septiembre de 1846 Tomás Cipriano de Mosquera dio el control económico de su administración a Florentino González, quien desde su posesión anunciaba cambios previstos en la nueva política gubernamental, líderes y representantes coincidían en cambios urgentes sobre el sistema tributario y nuevas estrategias que favorecieran ingresos nacionales aumentando las exportaciones, inversiones con capital extranjero y mejoras en la infraestructura que era la mayor preocupación. Sin embargo desestimaron posibles consecuencias sobre el mercado interno y efectos sobre la producción nacional de manufacturas.
Para 1847 Gónzalez bajó los precios de importación de productos en las aduanas esperando mejores resultados pero la producción nacional empezó a desmoronarse y los precios en vez de bajar subieron, esto ocasionó que los productores nacionales dieran sus protestas y demandas contra el gobierno de una manera fuerte. Las reformas propuestas por González dejaban al artesanado relegado a un papel retrogrado, en donde eran vistos como estorbos para la puesta en marcha de la “civilización” en el país. Las elites, al observar la reticencia de estos sectores que antes los apoyaban no dudaron en repudiar a sus protegidos, tildándolos de «brutos e incapaces de pensar».

## Territorio del Darién
El territorio del Darién fue un territorio nacional de la República de la Nueva Granada creado el 2 de junio de 1846 y extinto el 22 de junio de 1850. El territorio estaba localizado en la zona que hoy compone a la provincia panameña del Darién, el extremo este de la provincia de Panamá, la comarca Emberá-Wounaan y la parte sur de la comarca Guna Yala, así como la parte norte del departamento colombiano del Chocó. Sus límites eran por el este el río Atrato desde su desembocadura hasta su confluencia con el Napipí, por el sur este río en toda su extensión hasta su origen y desde su allí una línea recta hasta la bahía de Cupica en el océano Pacífico, por el oeste el curso del río Lagartos desde su desembocadura en el Pacífico hasta su origen, de allí una línea recta hasta el fondo de la bahía Mandinga, y por la costa occidental de esta ensenada hasta la punta de San Juan; comprendía los pueblos de San Miguel, Chimán, Yaviza, Chepigana, Molineca, Pinogana, Santa María y Tucutí.

## Separación Iglesia-Estado
Inició la política de escisión del Estado Colombiano y la Iglesia Católica, es decir, la separación de la iglesia con el gobierno y sus instituciones, pese a que uno de sus numerosos hermanos era sacerdote de ésta iglesia. 

## Consecuencias

### División del Partido Liberal entre gólgotas y draconianos
La división del Partido Liberal entre gólgotas y draconianos fue una ruptura ideológica entre los dos bandos de dicho partido político colombiano en sus inicios tras su fundación en 1848. El sector liberal se fragmentó en dos partes: comerciantes a quien llamaban Gólgotas, que estaban de acuerdo con las políticas del librecambio y socialistas, los artesanos Draconianos quienes defendían el proteccionismo.
Ante las demandas de los artesanos, el presidente liberal José Hilario López (1849-1853) aceptó subir moderadamente impuestos de aduana a varios productos. No obstante, los artesanos pidieron además actividades sociales que buscaban la protección de clases trabajadoras, sin embargo el Congreso se opuso a esa demanda y a nuevas alzas de aranceles para productos importados, lo que provocó manifestaciones de protesta de los artesanos. El proyecto liberal, proclamó la supresión de resguardos, ejidos y barreras proteccionistas para dar paso al libre cambio. 
Para las elecciones presidenciales de 1853 se presentaron José María Obando, a nombre de los Draconianos, derrotando al panameño Tomás Herrera, candidato de los Gólgotas. Una nueva constitución fue aprobada ese mismo año, la cual inició un cambio de filosofía gubernamental para el país que reflejaba las ideas liberales tendientes cada vez al federalismo. El 19 de mayo, representantes de quienes buscaban proteger intereses del sector agrario-comercial manifestaron su rechazo definitivo a los artesanos, ante lo cual se consumó la ruptura entre liberales.
Los artesanos eran adversarios indiscutibles de los gólgotas, de quienes se afirmaba buscaban acabar con las asociaciones de los pequeños productores. En la ciudad de Bogotá surgía una lucha de clases que se acentuaba ante las respuestas dadas por miembros del Congreso, lo que llevó a una conducta de corrientes riñas callejeras entre "cachacos", jóvenes gólgotas que se vestían o daban uso de accesorios importados, y jóvenes corrientes "guaches" que se vestían de forma acostumbrada, tal cual, como haciendo uso de la ruana tradicional.

## Obras

### Capitolio Nacional de Colombia

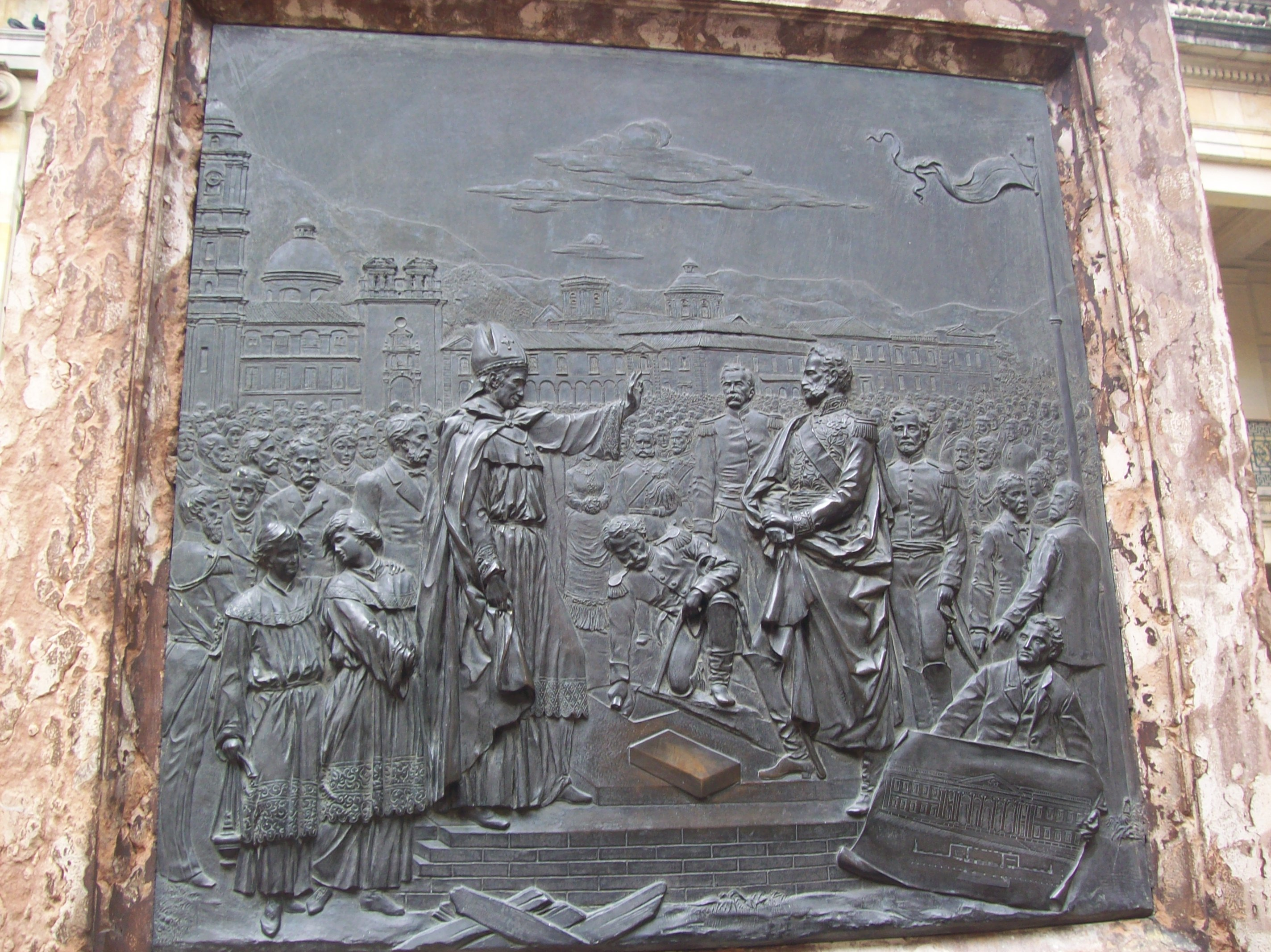
Relieve del Capitolio, que muestra la bendición de la primera piedra de la construcción, con los hermanos Mosquera (Tomás Cipriano como presidente, y Manuel José como arzobispo), Bogotá.

El Capitolio Nacional de Colombia es la sede del Congreso de la República, máximo órgano legislativo de la República de Colombia. Está ubicado en el costado sur de la Plaza de Bolívar, en el centro histórico de la ciudad de Bogotá. 

## Legado
Aun cuando la mayoría de las reformas de mediados de siglo vinieron de la mano del Partido Liberal, sus inicios se pueden rastrear a las dos últimas administraciones de la década de 1840. En este sentido, el gobierno de Pedro Alcántara Herrán (1841-1845) y el primer mandato de Tomás Cipriano de Mosquera (1845-1849) se destacaron por su tono modernizante, que incluyó entre otras medidas la recopilación de las leyes granadinas, la liberación del comercio, la reducción de las aduanas de importación y exportación, la formación de escuelas normales para la instrucción de los maestros, el impulso del ferrocarril de Panamá, el control del fuero eclesiástico y la libertad de imprenta.